# سعد أباد (غركان)
سعد أباد (بالفارسية: سعدآباد) هي قرية تقع في إيران في قسم غرکان الريفي. يقدر عدد سكانها بـ 62 نسمة بحسب إحصاء 2016.